# Alexeï Fiodorovitch Kanaïev
Pour les articles homonymes, voir Kanaïev.
Alexeï Fiodorovitch Kanaïev (en russe : Алексей Фёдорович Канаев) est un aviateur soviétique, né le 25 décembre 1921 et décédé le 24 avril 1997. Pilote d'assaut et as de la Seconde Guerre mondiale, il fut distingué par le titre de Héros de l'Union soviétique.

## Carrière
Alexeï Kanaïev est né le 25 décembre 1921 à Moscou. Il s'engagea dans l'Armée rouge en 1937 et commença par suivre les cours du Collège militaire de technologie aérienne de Serpoukhov, dont il sortit ingénieur diplômé avant d'être muté comme instructeur-ingénieur au Collège militaire de l'Air de Katcha, en Crimée.
En octobre 1942, il fut muté dans une unité du front, mais demanda rapidement à suivre les cours du Collège militaire de l'Air de Lougansk, afin de devenir pilote. Il en sortit breveté en 1943. Il rejoignit alors les rangs du 451e régiment d'aviation d'assaut (451.ShAP), qui combattait alors au sein du deuxième front ukrainien. Il combattit ultérieurement au-dessus de la Tchécoslovaquie et de la Moravie. Il termina la guerre comme capitaine (kapitan).
Après la guerre, Alexeï Kanaïev poursuivit une carrière militaire, avant de prendre sa retraite en tant que colonel (polkovnik) en 1956. Il est décédé le 24 avril 1997 à Kiev, en Ukraine. Il est enterré au cimetière militaire Loukianovskoïe, à Kiev.

## Palmarès et décorations

### Tableau de chasse
Alexeï Kanaïev est crédité de 5 victoires homologuées, toutes individuelles, obtenues au cours de 120 missions de combat sur Il-2.

### Décorations
- Héros de l'Union soviétique le 15 mai 1946 (médaille no 8264) ;
- Ordre de Lénine ;
- Trois fois titulaire de l'ordre du Drapeau rouge ;
- Deux fois titulaire de l'ordre de la Guerre Patriotique de 1re classe ;
- Ordre de l'Étoile rouge.